# Teucholabis sublaxa
Teucholabis sublaxa är en tvåvingeart som beskrevs av Alexander 1980. Teucholabis sublaxa ingår i släktet Teucholabis och familjen småharkrankar.
Artens utbredningsområde är Ecuador. Inga underarter finns listade i Catalogue of Life.